# 존 J. 매클로이
존 제이 매클로이(John Jay McCloy, 1895년 3월 31일 ~ 1989년 3월 11일)는 미국의 법률가, 은행가, 대통령 자문이다. 제2차 세계대전 동안 미국 전쟁부 차관을 지냈으며 북아프리카 전역에서의 정치적 긴장과 독일의 공작에 대응하는 역할을 수행했다. 일본계 미국인의 강제수용을 추진하였으며, 또한 히로시마와 나가사키에 대한 원자폭탄 투하에 반대한 관료들 중 한 명이다. 전후에 세계은행 총재, 독일의 미국 고등판무관, 체이스 맨해튼 은행 회장, 외교협회 회장, 워런 위원회 위원을 지냈으며 프랭클린 D. 루스벨트부터 로널드 레이건까지의 미국 대통령들의 자문역을 맡았다.